# Communauté de communes du Plateau de Gentioux
La communauté de communes du Plateau de Gentioux est une ancienne communauté de communes française, située dans le département de la Creuse, en région Limousin. Elle comprenait notamment la commune de Peyrelevade située en Corrèze. Elle a été intégrée à la Communauté de communes Creuse Grand Sud le 1er janvier 2014.

## Composition
Elle regroupait 7 communes à sa disparition : 
| Nom                         | Code Insee | Gentilé       | Superficie (km2) | Population (dernière pop. légale) | Densité (hab./km2) |
| --------------------------- | ---------- | ------------- | ---------------- | --------------------------------- | ------------------ |
| Gentioux-Pigerolles (siège) | 23090      |               | 79,29            | 416 (2014)                        | 5,2                |
| Faux-la-Montagne            | 23077      | Fallois       | 47,89            | 365 (2014)                        | 7,6                |
| La Nouaille                 | 23144      | Nouaillauds   | 48,12            | 250 (2014)                        | 5,2                |
| Peyrelevade                 | 19164      | Peyrelevadois | 66,43            | 797 (2014)                        | 12                 |
| Saint-Marc-à-Loubaud        | 23212      |               | 18,42            | 140 (2014)                        | 7,6                |
| La Villedieu                | 23264      |               | 5,63             | 50 (2014)                         | 8,9                |
| Saint-Yrieix-la-Montagne    | 23249      |               | 24,04            | 216 (2014)                        | 9                  |